# ضريبة على عدم الإنجاب
ضريبة على عدم الإنجاب (بالروسية: налог на бездетность)‏ (باللاتينية: nalog na bezdetnost) ضريبة فرضت في الاتحاد السوفيتي ودول شيوعية أخرى، بدءًا من أربعينيات القرن الماضي، كجزء من سياساتها الوراثية. أنشأ نظام جوزيف ستالين الضريبة لتشجيع البالغين على التكاثر، وبالتالي زيادة عدد الناس وسكان الاتحاد السوفيتي. أثرت ضريبة الدخل البالغة 6% على الرجال الذين تتراوح أعمارهم بين 25 و 50 عامًا، والنساء المتزوجات من 20 إلى 45 عامًا.
بقيت الضريبة سارية حتى تفكك الاتحاد السوفيتي، ولكن مع نهاية الاتحاد السوفيتي، خفض مبلغ الأموال التي يمكن فرضها بشكل مطرد. اقترح وزير الصحة ميخائيل زورابوف ونائب رئيس لجنة الدوما الحكومية لحماية الصحة نيكولاي جيراسيمنكو إعادة الضريبة في روسيا في عام 2006، ولكن لم يتم إعادة تشغيلها حتى الآن.

## الاتحاد السوفييتي
كما تم إقراره وفرضه أصلاً من 1941 إلى 1990، أثرت الضريبة على معظم الرجال الذين لم ينجبوا أطفالًا من سن 25 إلى 50 عامًا، ومعظم النساء المتزوجات بدون أطفال من سن 20 إلى 45 عامًا. كانت الضريبة 6% من أجور الشخص الذي ليس لديه أطفال، لكنها قدمت استثناءات معينة: أولئك الذين لديهم أطفال ماتوا خلال الحرب العالمية الثانية لم يكن عليهم دفع الضريبة، كما لم يدفع أبطال الحرب الذين حصلوا على جوائز معينة. أيضًا، تمكن العديد من الطلاب من الحصول على إعفاء من الضريبة، كما فعل الأشخاص الذين حصلوا على أقل من 70 روبل شهريًا. علاوة على ذلك، تم إعفاء أولئك الذين لم يتمكنوا من الولادة طبياً من هذه الضريبة، ونجا العديد من الرجال غير المتزوجين من الضرائب عن طريق المطالبة بالعقم وقدموا مستندات طبية مزيفة.
بعد عام 1990، تم زيادة الإعفاء من الدخل إلى 150 روبل، مما يعني أن أول 150 روبًا من الدخل للبالغين بدون أطفال لم تخضع للضريبة. في عام 1991، تم تغيير الضريبة لتصبح غير مطبقة على النساء، وفي عام 1992، أصبحت غير ذات صلة وغير نشطة بسبب انهيار الاتحاد السوفيتي.

## بولندا
في عام 1946، أدخلت بولندا الشيوعية زيادة مماثلة في معدل ضريبة الدخل الأساسية، في الواقع فرض ضريبة على عدم الإنجاب، والتي يطلق عليها شعبًا باسم bykowe باللغة البولندية («ضريبة الثور»، و «الثور» هو عبارة عن ذهن لرجل غير متزوج). أولاً، تأثر الأطفال غير المتزوجين وغير المتزوجين الذين تزيد أعمارهم عن 21 عامًا (من 1 يناير 1946 حتى 29 نوفمبر 1956)، ثم أكثر من 25 عامًا فقط (30 نوفمبر 1956 حتى 1 يناير 1973).

## رومانيا
كانت الضرائب على عدم الإنجاب جزءًا من سياسة الولادة التي أدخلتها نيكولاي تشاوشيسكو في رومانيا الشيوعية في الفترة 1967-1989. إلى جانب تحريم الإجهاض ووسائل منع الحمل (1967) والتنقيحات الإلزامية لأمراض النساء، تم فرض هذه الضرائب بأشكال مختلفة في عامي 1977 و 1986. وقد اضطر المواطنون غير المتزوجين إلى دفع غرامة مقابل عدم الإنجاب، وارتفع معدل الدخل الضريبي بنسبة 8-10% بالنسبة لهم.

## الآثار والمقترحات
خلال الاتحاد السوفيتي، كان معدل الخصوبة في روسيا أعلى مما كان عليه في السنوات التي تلت تفكك الاتحاد السوفيتي، مما دفع بعض الزعماء الروس إلى اقتراح إعادة فرض ضريبة على الأطفال. وفقا لوزارة الصحة، انخفض معدل الخصوبة الكلي من 2.19 طفل / امرأة إلى 1.17 طفل / امرأة في أعقاب الاتحاد السوفيتي. وفقًا للمدير الروسي لمركز الديموغرافيا، أناتولي فيشنفسكي، فإن معدل المواليد هذا هو من بين أدنى المعدلات في العالم، وقد وصف القادة الروس القضايا الديموغرافية في روسيا بأنها من أعراض «الأزمة».
في حين أن الضريبة على عدم الإنجاب لم يتم سنها، فقد تم تقديم مقترحات أخرى. على سبيل المثال، أصدر فلاديمير بوتين اقتراحًا لتوفير حوافز نقدية للنساء الراغبات في إنجاب طفل ثانٍ.